# The Beatles
The Beatles was een rock- en popgroep uit de Engelse stad Liverpool. De groep was actief van 1960 tot 1970 en wordt algemeen beschouwd als de invloedrijkste band uit de geschiedenis van de popmuziek. De bezetting bestond uit John Lennon, Paul McCartney, George Harrison en Ringo Starr; eerdere leden waren Stuart Sutcliffe, Pete Best en Chas Newby. Al vrij snel na hun doorbraak kregen de leden van The Beatles te maken met hysterische reacties van voornamelijk jonge tienermeisjes, die tijdens concerten de muziek met hun gegil overstemden. Voor dit gedrag raakte de term “Beatlemania” in zwang. Tijdens hun carrière verrichtten ze pionierswerk in de geluidsstudio, waarvoor ze in brede kring lof oogstten. Onder hun invloed groeide de popmuziek uit van een op Amerikaanse rhythm-and-blues gebaseerd genre tot een veel breder georiënteerde muzieksoort. Met de ontwikkeling en de verfijning van hun muziek, geleid door het songwritersduo Lennon-McCartney, werden The Beatles steeds meer beschouwd als belichaming van de gezamenlijke idealen van de sociaal-culturele revoluties tijdens de jaren zestig.
Tot de bekendste nummers van The Beatles behoren: I Want to Hold Your Hand, She Loves You, Yesterday, Michelle, Yellow Submarine, Lucy in the Sky with Diamonds, All You Need Is Love, Hey Jude, Let It Be, Help!, Penny Lane, In My Life, Here Comes the Sun, Strawberry Fields Forever en Sgt. Pepper's Lonely Hearts Club Band.
The Beatles zijn tot nu toe de bestverkopende band in de geschiedenis, met een geschatte verkoop van meer dan 600 miljoen platen wereldwijd. De groep staat bovenaan de lijst van de succesvolste ‘Hot 100’-artiesten aller tijden van het Amerikaanse Billboard Magazine; in 2015 houdt de groep het record voor de meeste nummers-een op de Billboard Hot 100-lijst met twintig. The Beatles kreeg tien Grammy Awards, een Oscar voor beste originele muziek en vijftien Ivor Novello Awards. Collectief zijn The Beatles opgenomen in de 'Time 100: The Most Important People of the Century', een compilatie van de 100 invloedrijkste personen van de twintigste eeuw van het tijdschrift Time. The Beatles staan nummer 1 op de lijst van de 100 invloedrijkste artiesten die door het Amerikaanse muziektijdschrift Rolling Stone werd samengesteld. De groep werd ingewijd in de Rock and Roll Hall of Fame in 1988 en alle vier leden individueel tussen 1994 en 2015.
Als echte hoogtepunten in het repertoire gelden de albums A Hard Day's Night (1964, soundtrack van de gelijknamige film), Rubber Soul (1965), Revolver (1966), Sergeant Pepper's Lonely Hearts Club Band (1967), The Beatles (1968) en Abbey Road (1969). Hun album Sgt. Pepper's Lonely Hearts Club Band uit 1967 geldt als een mijlpaal in de popgeschiedenis.

## Geschiedenis

### Voorgeschiedenis: 1957–1960
De basis voor The Beatles werd op 6 juli 1957 gelegd, toen John Lennon op een festival in Woolton, Liverpool, tussen de optredens van zijn groep The Quarrymen door, Paul McCartney ontmoette. Die bracht op zijn beurt enige maanden later schoolvriend George Harrison mee, die in eerste instantie door John Lennon te jong werd bevonden om tot de groep toe te treden. Harrison was toen 14, Lennon 17 en McCartney 15 jaar oud.
The Beatles-leden John Lennon en Paul McCartney waren de belangrijkste liedjesschrijvers van het viertal. In hun beginjaren kregen The Beatles via zeelieden singles van Carl Perkins. Ze luisterden die af op een lager toerental om uit te zoeken wat Carl Perkins zong. Op die manier coverden zij onder meer Everybody's Trying to be my baby, Honey Don't en Matchbox. Paul McCartney noemde hem in de documentaire Carl Perkins and Paul McCartney Rareza; "een groot inspirator voor mij, alle Beatles en miljoenen Engelse jongeren".
De andere Amerikaanse artiesten die ze bewonderden en die ze als inspiratiebronnen beschouwden waren Chuck Berry, Little Richard, Fats Domino, Elvis Presley, The Everly Brothers, Buddy Holly, de songwriter Smokey Robinson en, na 1964, de folksinger-songwriter Bob Dylan, Beach Boy Brian Wilson en ook Harry Nilsson.

### Opkomst: 1960–1962
In 1960 wijzigden ze op voorstel van Stuart Sutcliffe de groepsnaam eerst in Beatals, waarna nog enkele wijzigingen volgden (een maand heetten ze de Silver Beetles) tot ze in augustus op de definitieve groepsnaam stuitten, een woordspeling van de woorden "beat" en "beetles", dat kevers betekent en een eerbetoon was aan de naar insecten vernoemde begeleidingsband van Buddy Holly, de Crickets (krekels).
John Lennon, Stuart Sutcliffe en Paul McCartney waren regelmatig te vinden in club Jacaranda in Slater Street. The Beatles begonnen te spelen in de Jac in de zomer van 1960. De eigenaar van de club, Allan Williams, regelde tussen mei en augustus 1960 ook een aantal boekingen voor optredens op andere locaties en werd zo de eerste manager van de band. Hij regelde ook optredens in Hamburg, waar hij ze persoonlijk naartoe reed. Ze leerden in Hamburg de zanger Tony Sheridan kennen, die daar ook in het clubcircuit optrad. In juni 1961 maakten ze als zijn begeleidingsgroep hun eerste platenopnamen. Twee van de liedjes die daarbij werden opgenomen, My Bonnie en The Saints, werden op single uitgebracht. Die werd in Duitsland een klein hitje, maar dat leverde voor The Beatles geen naamsbekendheid op: op de hoes werden ze helemaal niet vermeld en op het etiket heetten ze The Beat Brothers. De overige liedjes van de Hamburgse opnamesessies bleven op de plank liggen tot 1964, toen The Beatles beroemd waren geworden en platenmaatschappij Polydor probeerde mee te liften op het succes door ze op een lp (The Beatles' First) en een paar singles uit te brengen.
Terug in Liverpool, traden The Beatles regelmatig op in de Cavern Club, waar ze in november 1961 kennismaakte met Brian Epstein, die aanbood hun manager te worden. Toen The Beatles daarmee akkoord gingen, begon Epstein verwoede pogingen te doen om voor hen een platencontract in de wacht te slepen.
Op 1 januari 1962 deed de groep auditie bij Decca Records. Ze werd afgewezen. Pas op 6 juni 1962 leverde een auditie bij producer George Martin van Parlophone een platencontract op.
Tot aan de definitieve samenstelling vonden nog diverse personeelswisselingen plaats; bekende ex-leden zijn bassist Stuart Sutcliffe die kort na het verlaten van de groep op 21-jarige leeftijd overleed in het ziekenhuis van Hamburg, en drummer Pete Best, die onder veel verschillende namen optrad. Best werd bedankt voor zijn diensten op 16 augustus 1962 door Beatles-manager Epstein. Reden hiervoor was dat producer Martin bij hun auditie niet tevreden was over Bests drumwerk op de eerste versie van Love Me Do, het liedje dat later de eerste echte single van The Beatles zou worden. Toen de overige Beatles dit hoorden, drongen ze bij manager Epstein aan op het ontslag van Best. Ten slotte werd Ringo Starr gevraagd om bij de band te komen. Starr, wiens echte naam Richard Starkey is, speelde daarvoor bij Rory Storm and the Hurricanes, eveneens afkomstig uit Liverpool. Love Me Do werd ingespeeld door Andy White, een sessiedrummer, omdat George Martin ook bij de tweede versie van dit nummer, met Ringo Starr, niet tevreden was, waardoor de derde versie uiteindelijk de originele single werd.
De muziek van The Beatles, die oorspronkelijk deel uitmaakte van de Merseybeat, ontwikkelde zich vanaf 1961 explosief. Waren de eerste singles zoals Love Me Do gebaseerd op een drietal akkoorden en inhoudelijk nogal mager, al snel werden nieuwe instrumenten en akkoorden ingebracht en werden de muziek en liedteksten complexer. Op She Loves You sloegen The Beatles een nieuwe weg in door zich niet meer in de eerste persoon direct tot de (vrouwelijke) luisteraar te richten, maar de derde persoon te gebruiken. Muzikaal gezien was het einde van She Loves You, waarbij The Beatles gebruik maakten van een sextinterval, ook een progressie. Later maakten The Beatles onder andere als eerste popgroep gebruik van de sitar in Norwegian Wood (This Bird Has Flown) (1965) en gebruikten ze voor het eerst een strijkorkest voor McCartneys Yesterday (1965).
De B-kanten van hun singles kregen vaak dezelfde hitpotentie als de A-kant. Ook werden meerdere singles uitgebracht met een dubbele A-kant, zoals We Can Work It Out/Day Tripper en Penny Lane/Strawberry Fields Forever.

### Doorbraak: 1963–1964

#### Please Please MeenWith the Beatles: 1963
De eerste drie lp's van de groep vertonen een duidelijke progressie. Please Please Me (1963) is een verzameling van covers, maar ook van eigen werk, waaronder klassiekers als I Saw Her Standing There en Do You Want To Know A Secret. Het tweede album, With the Beatles was enerzijds een productioneel beter verzorgde kopie van de debuut-lp, maar betekende anderzijds ook een grote stap voorwaarts. EMI (de platenmaatschappij) had onderhand al meer vertrouwen in de groep, er hoefden geen geheide hits meer op en de hoesfoto mocht al wat onconventioneler. A Hard Day's Night wordt beschouwd als de beste vroege plaat van de groep. Het geluid erop wordt sterk gedomineerd door de twaalfsnarige gitaar van Rickenbacker, een revolutionair instrument in die dagen.
De eerste succesjaren kenmerkten zich door een ongekende massahysterie, door de Britse pers in 1963 heel treffend “Beatlemania” genoemd. Hadden The Beatles in dat jaar alleen nog maar succes in eigen land en vanaf het najaar in Zweden (waar ze in 1963 hun eerste tour deden), vanaf januari 1964 veroverde de groep ook de rest van de wereld. In Australië, de Verenigde Staten, Europa en Azië werden The Beatles immens populair.

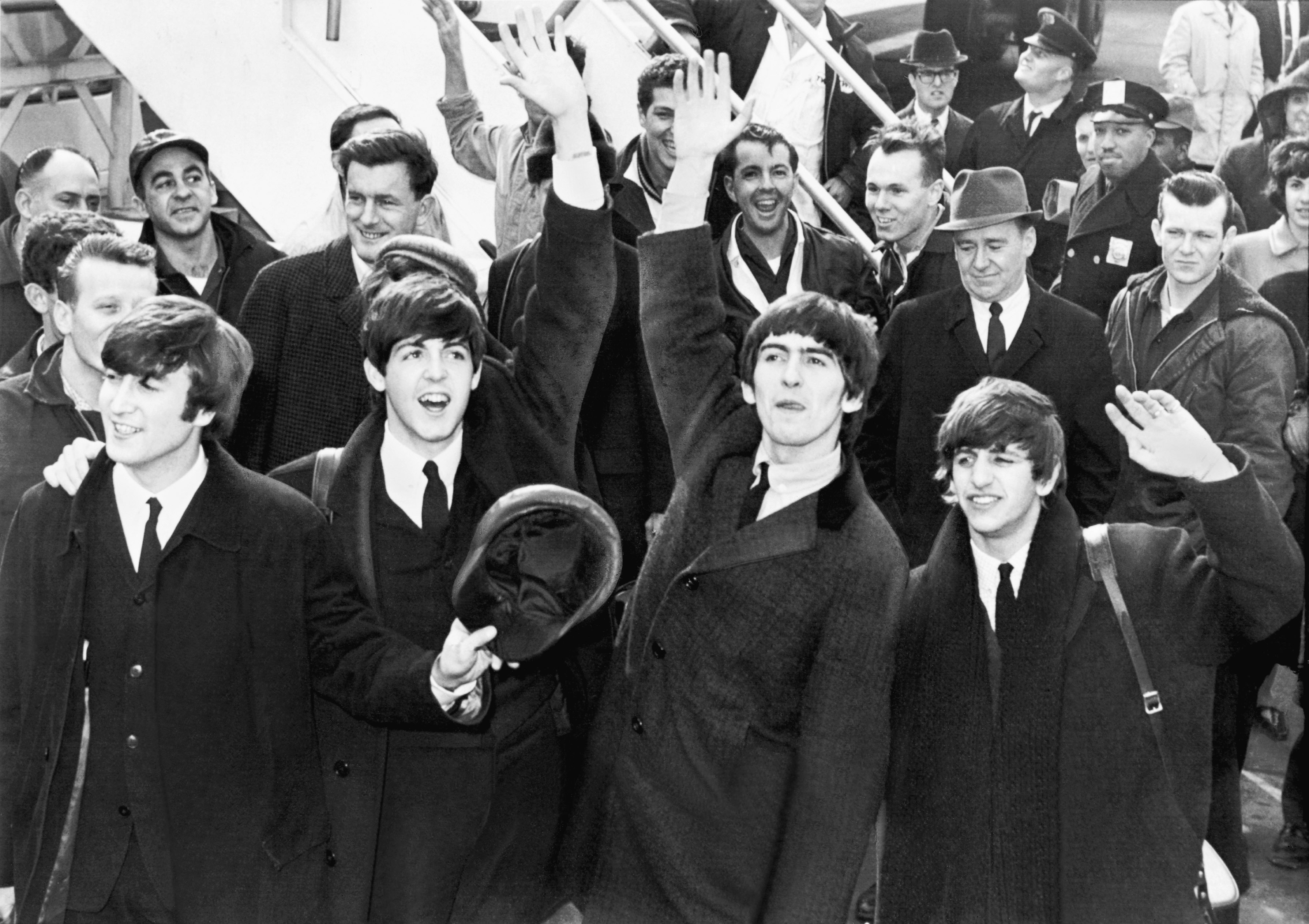
The Beatles bij hun aankomst in Amerika in Februari 1964

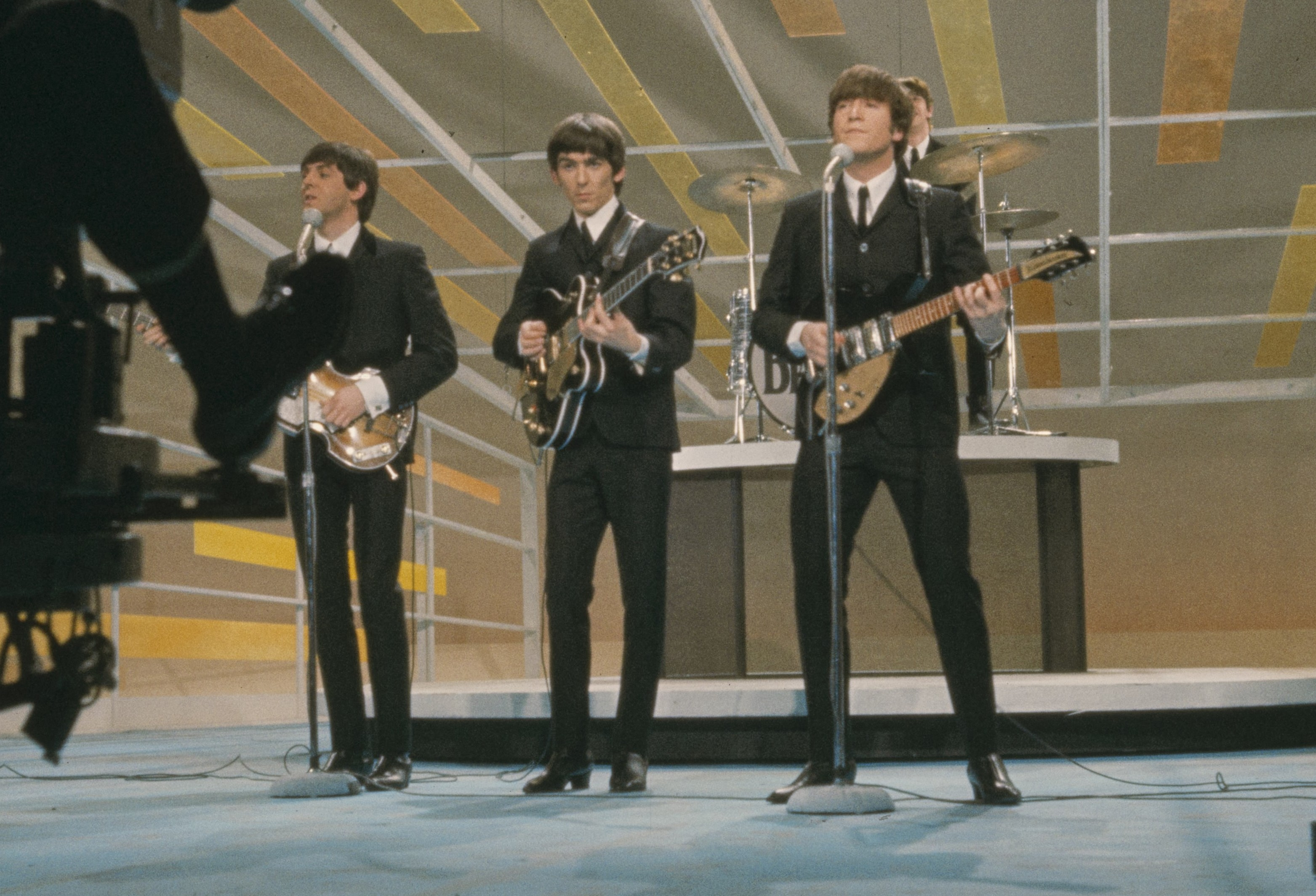
The Beatles treden op tijdens de The Ed Sullivan Show in 1964

In deze tijd begonnen The Beatles te werken aan de zwart-wit-komedie film A Hard Day's Night. Later zouden The Beatles nog meer films maken: Help! (1965), Magical Mystery Tour (1967), Yellow Submarine (1968) en Let It Be (1970).
De Amerikaanse media kregen in 1963 lucht van The Beatles. Hun reactie was in eerste instantie schamper. In februari 1964 traden The Beatles op in de Ed Sullivan Show, waar 73 miljoen mensen naar keken. In april 1964 bezetten The Beatles de eerste vijf plaatsen van de Billboard Top 100.

### Middenperiode: 1964–1965

#### A Hard Day's Night,Beatles For SaleenHelp!: 1964–1965

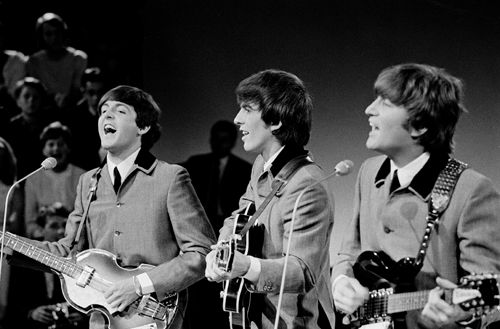
The Beatles voor de VARA-tv in Treslong, Hillegom op 5 juni 1964

Gedurende 1964 en 1965 hadden The Beatles het zeer druk met reizen en optreden. Vooral het jaar 1964 zou het jaar worden van de reeds in oktober 1963 (nadat She Loves You een hit was geworden) gestarte Beatlemania, gekenmerkt door hysterische taferelen van grote aantallen dringende fans. Beatlemania was ook de voorlopige werktitel van de film die de groep in 1964 zou maken. Tournees in Azië, Europa, Australië en de Verenigde Staten werden afgewisseld met studiowerk in Londen en met filmopnames voor A Hard Day's Night en Help!. Op het gelijknamige album van de laatstgenoemde film, maar vooral op het daaraan voorafgaande album Beatles for Sale vertoonde de groep enige tekenen van vermoeidheid.

#### Rubber Soul: 1965
Vanaf eind 1965 waren de artistieke krachten helemaal terug, mede onder de invloed van marihuana. Waar A Hard Day's Night een hoogtepunt vormde wat de ontwikkeling in de hoogte betrof, begon nu een andere ontwikkeling: die in diepte. Het klassieke album Rubber Soul, eind 1965 afgeraffeld om de deadline voor de kerstmarkt te halen, was hier het resultaat van.

### Eerste studiojaren: 1966–1967

#### Revolver: 1966
Vanwege de tijdsdruk, het feit dat de steeds geraffineerder geworden lp's niet live gereproduceerd konden worden en omdat de fans toch maar door hun muziek heen schreeuwden, stopten The Beatles in 1966 met toeren. Op 29 augustus 1966 was het laatste concert (Candlestick Park, San Francisco). Ook de druk van het reizen viel de leden uiteindelijk te zwaar. Zo waren er problemen in Amerika na de uitspraak van Lennon dat The Beatles populairder waren dan Jezus, werden The Beatles in de Filipijnen vrijwel gemolesteerd en afgeperst nadat ze hadden geweigerd om presidentsvrouw Imelda Marcos te ontmoeten en werden ze in Japan behandeld alsof ze gevangenen waren. Bovendien hadden The Beatles inmiddels muzikale ideeën ontwikkeld die niet op het podium konden worden uitgevoerd. Zo zijn de liedjes van het album Revolver, dat in de zomer van 1966 uitkwam, nooit live uitgevoerd, hoewel ze tussen de tournees door wel werden opgenomen. Paperback Writer, opgenomen tijdens de Revolver-sessies is overigens wel een aantal keer live gespeeld. De studiojaren braken aan. In een volumineus boekwerk Recording The Beatles verklaren twee geluidstechnici omstandig hoe het kwam dat The Beatles in de studio klonken zoals zij klonken.

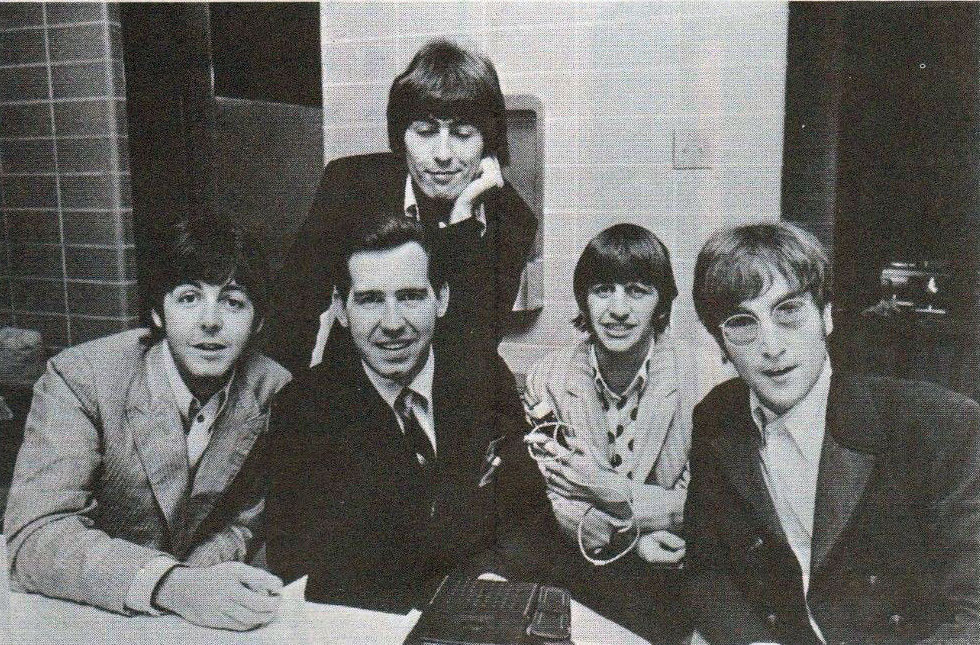
The Beatles met DJ Jim Stagg in Oktober 1966

De studiojaren waren in feite al begonnen met het album Rubber Soul (1965). Vanaf eind 1965 ging de artistieke ontwikkeling van The Beatles steeds sneller. Veel fans konden de ontwikkeling van de groep niet bijhouden; zo duurde het langer dan normaal voor de single Paperback Writer/Rain de eerste plaats van de hitparade had bereikt. Het intensieve gebruik van studio-effecten (strijkers, tape-loops, gitaren waarvan het geluid achterwaarts weergegeven werd, versnelde of vertraagde nummers enz.) was al begonnen op Revolver, maar deze technieken kregen pas echt hun beslag op het volgende album.

#### Sergeant Pepper's: 1967
Op 1 juni 1967 verscheen het album Sgt. Pepper's Lonely Hearts Club Band, dat algemeen beschouwd wordt als het hoogtepunt uit hun artistieke loopbaan. De elpee stelt The Beatles voor als een andere groep, Sergeant Pepper's Lonely Hearts Club Band, met de zanger Billy Shears. De extravagante hoes met liedteksten op de achterste hoes − een noviteit in de popmuziek − is beroemd om zijn fotocollage van beroemdheden, waaronder The Beatles zelf (in de vorm van wassen beelden in keurig maatpak die hun oude alter ego voorstellen), die de fictieve groep Sgt. Pepper's Lonely Hearts Club Band bewonderen. Met dit album werd de rock-'n-roll, een genre dat tot dan toe nog steeds als iets voor de jongere generaties beschouwd was, verheven tot een voor iedereen toegankelijke kunstvorm. Een van de directe gevolgen was dat vanaf dat moment het album dominant werd in de popmuziek, daar waar vroeger het succes en de populariteit van artiesten werden afgemeten aan de singles.
In de gerespecteerde Londense Times beschreef muziekcriticus Kennet Tynan de plaat als een “beslissend moment in de geschiedenis van de westerse beschaving” en in de editie van het bekende weekblad Time van 22 september 1967 vergeleken eminente musicologen en klassieke componisten onder wie Leonard Bernstein de composities van de groep met muzikale grootheden uit het verleden als Schumann en Schubert.
Kosten noch moeite werden gespaard om van dit album iets speciaals te maken. Dat ging dan van het aanschrijven van tientallen beroemdheden om op de hoes te worden afgebeeld (door middel van sterk vergrote en uitgesneden afbeeldingen) tot het gebruiken van een heel strijkorkest (uiterst ongewoon in die dagen). De plaat begint waar Revolver stopte, bij Tomorrow Never Knows. Het is een aaneenschakeling van muziek, hallucinerende bellen, sociale kritiek, droomvisioenen, cryptische boodschappen, Indiase invloeden, studio-gepraat en geluidscollages. Hoewel er geen sprake is van een thematisch concept, is de sfeer zo eenduidig dat deze plaat als het eerste conceptalbum uit de geschiedenis kan worden beschouwd. Groot is de invloed van chemische substanties (lsd), groot is ook de invloed van producer George Martin die de complexe geluidscollages maandenlang aaneensmeedde. Hoogtepunt is A Day in the Life, volgens sommigen een visie op de dag des oordeels. Hoewel van het album geen singles werden uitgebracht, werd het een doorslaand succes. De opnames van de nummers Strawberry Fields Forever en Penny Lane werden gebruikt om deze vroeg in 1967 op single met dubbele A-kant uit te brengen en kwamen niet op de elpee. George Martin verklaarde in de televisiedocumentaire The Making of Sgt. Pepper dat het ontbreken van deze nummers op de elpee de grootste blunder uit zijn artistieke loopbaan was.

#### Magical Mystery Tour: 1967
Het overlijden van manager Epstein in de zomer van 1967 luidde het begin van het einde in voor The Beatles. Ze wilden voortaan zelf hun zaken regelen. Met Kerstmis 1967 brachten ze Magical Mystery Tour uit, als een televisiefilm en een bijbehorende ep, waar de psychedelische klanken van Sgt. Pepper's een magere nagalm beleefden. De film flopte. Bovendien zond de BBC de film in zwart-wit uit, een blunder in een tijd waarin alles om kleur draaide. Ook gingen The Beatles in zaken. Apple Corps werd opgericht, met onder meer een kleding- en een filmafdeling en een muzieklabel. Apple Corps was matig succesvol. The Beatles verloren al snel de interesse in het zakendoen, ze maakten liever muziek. De kledingafdeling werd wegens enorme verliezen opgeheven door de complete inventaris weg te geven. Op het Apple-label verscheen Hey Jude als eerste single en werden namen als James Taylor, Badfinger, Mary Hopkin en Jackie Lomax binnengehaald.

### Uiteenvallen: 1968–1969

#### The Beatles(White album): 1968
In 1968 gingen The Beatles echter weer de andere kant op en brachten ze het dubbelalbum The Beatles uit, beter bekend als The White Album, vanwege de minimalistische witte hoes. De groep heeft hierop minder overdadig gebruikgemaakt van de mogelijkheden die de studio bood. Op dit voor veel muzikanten belangrijke dubbelalbum (de trendsetter voor alle rock-dubbelalbums tot vandaag aan toe) staan liedjes als Back in the U.S.S.R., Revolution 1, Ob-La-Di, Ob-La-Da, Blackbird en Dear Prudence. Gegeven de omstandigheden zou het heel wat zelfdiscipline van de groep vereist hebben − waarover ze toen niet beschikten − om, zoals George Martin voorgesteld had, de plaat te beperken tot de beste 14 of 16 nummers, om zo een "superelpee" te maken. Een aantal van de nieuwe liedjes waren geschreven in Rishikesh in India, waar de Beatles van half februari tot begin april 1968 verbleven in de ashram van Maharishi Mahesh Yogi (Ringo Starr was overigens al op 1 maart uit India vertrokken en Paul McCarney in de tweede helft van maart).
Een van de bekendste composities op het dubbelalbum is Harrisons While My Guitar Gently Weeps, met Eric Clapton op gitaar. Dit was de eerste maal dat een popmuzikant die geen deel uitmaakte van The Beatles op een album meespeelde. Er waren tientallen takes nodig om dit nummer op te nemen.
Verder bevat het album de avantgardistische muzikale collage Revolution 9 van Lennon, een minutenlang durende chaos van geluiden. Het album kenmerkt zich door een breed scala aan verschillende stijlen, van rock, country en ska tot hardrock en musical.

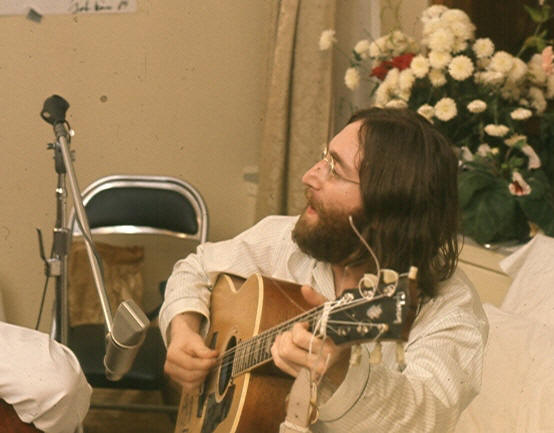
John Lennon speelt Give Peace A Chance in 1969

Terwijl The Beatles bezig waren met de opnames voor het witte dubbelalbum The Beatles, viel de groep verder uit elkaar. McCartney had zich sinds het overlijden van Epstein officieus opgeworpen als de leider van de groep. Hij streek daarmee Lennon tegen de haren in, die de groep had opgericht. Lennon op zijn beurt nam zijn nieuwe geliefde Yoko Ono mee de studio in, waar haar aanwezigheid niet werd gewaardeerd door de overige Beatles. Verder werd Lennons muziek door Ono's invloed extravaganter en had hij liedjes en singlevoorstellen die voor de overige Beatles te apart waren (What's the New Mary Jane werd door hen voor release tegengehouden, Give Peace a Chance en Cold Turkey zou Lennon later met zijn eigen Plastic Ono Band buiten The Beatles om uitbrengen). Ringo Starr kon niet tegen de ruzies, stopte ermee en kwam pas na twee weken en op aandringen van de overige leden weer terug.

#### Yellow Submarine: 1969
In tegenstelling tot het matige succes van Apple Corps als geheel, maakte de filmafdeling nog wel enige winst. Yellow Submarine (1969), een animatiefilm gebaseerd op de gelijknamige hit uit 1966, was een redelijk succes, hoewel The Beatles zich er amper mee bemoeiden. De nummers op de soundtrack van Yellow Submarine, een album dat nog geen twee maanden na het witte dubbelalbum werd uitgebracht, brachten weinig enthousiasme teweeg. De psychedelische animatie van de film was in 1968 echter baanbrekend.

#### Get Back(Let It Be): 1969
Op initiatief van McCartney werd in januari 1969 begonnen met de opnames van het Get Back-project, bedoeld om weer terug te keren naar de eenvoud van vroeger. Er zou een concert komen, een film daarvan, een single en een album. Dat project faalde eveneens. Er werd niet getourd; in plaats daarvan verzorgden ze op 30 januari 1969 een onaangekondigd optreden op het dak van het Apple-kantoor in Londen, waar na een paar nummers door de politie een einde aan werd gemaakt. Ontevreden over het materiaal bleef de release van een lp voorlopig uit; alleen een single (Get Back) werd uitgebracht. De later uitgebrachte film Let It Be laat zien hoe de groep uit elkaar valt, geïllustreerd door de ruzie tussen Harrison en McCartney. Harrison gooide ook tijdelijk het bijltje erbij neer.

#### Abbey Road: 1969

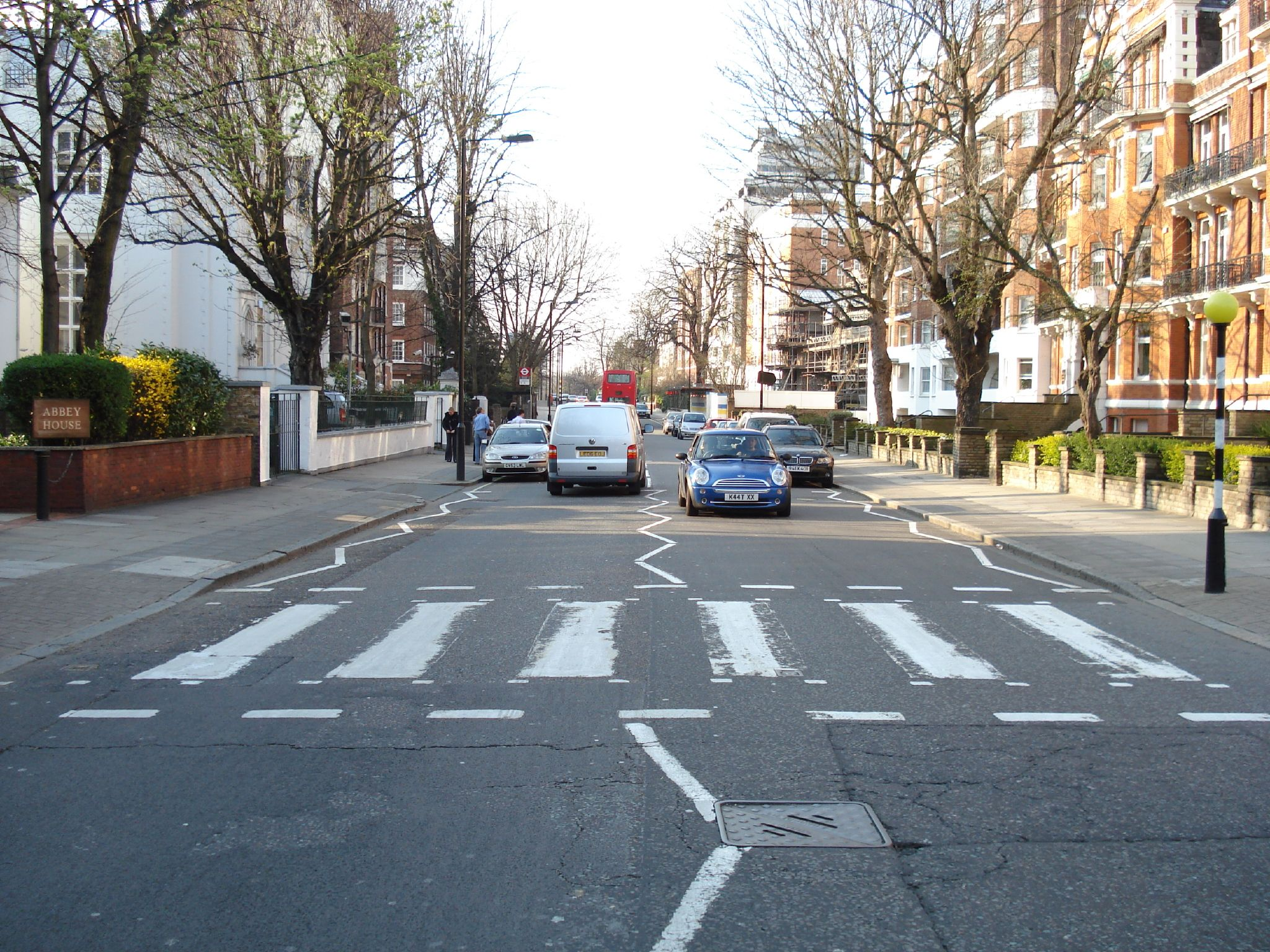
Abbey Road

Met Abbey Road, dat in september 1969 verscheen, brachten The Beatles hun laatste succesvolle elpee uit. Hun ruzies hadden ze hiervoor even opzij gezet. Een deel van kant twee bevat een medley van onvoltooide liedjes die aan elkaar zijn geregen. De plaat eindigt heel veelzeggend met The End (latere uitgaven vermelden Her Majesty als laatste nummer; dat korte liedje kwam door een fout van een geluidstechnicus op de plaat terecht, waarmee de eerste hidden track uit de rockgeschiedenis een feit was. Deze persing werd gehandhaafd en de hoes werd aangepast).
John Lennon kondigde vervolgens aan uit de groep te willen stappen, maar het nieuws werd stilgehouden. Na een promotionele fotosessie in september 1969 werden de leden echter niet meer samen gezien.
In april 1970 verscheen nog Let It Be, een door producer Phil Spector opgepoetst en opgeleukt album met opnames van de Get Back-sessies waar The Beatles geen interesse meer voor hadden, tegelijk met de film. Het voor dit album op 3 januari 1970 opgenomen I me mine was de laatste opname-sessie van The Beatles. Lennon was echter niet bij deze sessie aanwezig.
Geen van The Beatles kwam opdagen bij de première. Op hetzelfde moment bracht McCartney zijn eerste solo-elpee uit, McCartney, met een zelf afgenomen interview in de hoes gestoken waarin hij verklaarde dat The Beatles voorbij waren. “I didn't leave the Beatles. The Beatles have left The Beatles, but no one wants to be the one to say the party's over”, zou McCartney later verklaren.

### Na The Beatles

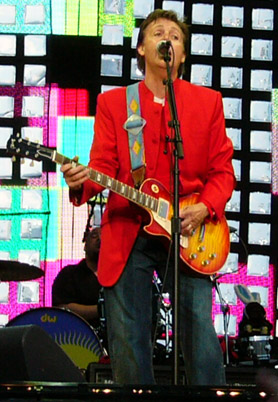
Paul McCartney tijdens zijn solocarrière (2004)

Er werd in de jaren zeventig nog meermalen gepoogd om de groep weer bij elkaar te krijgen. McCartney en Lennon waren in 1974 nog bij elkaar om (samen met onder anderen Harry Nilsson en Stevie Wonder) wat te jammen, maar van blijvende samenwerking was geen sprake meer. Toen John Lennon op 8 december 1980 voor zijn huis (Dakota Building aan 72nd street, New York) door Mark David Chapman werd vermoord, was de tijd van The Beatles definitief voorbij.

#### "Nieuw" materiaal
In 1995 en 1996 brachten George Harrison, Paul McCartney, Ringo Starr en Yoko Ono drie albums uit, Anthology, die speciale versies en outtakes bevatten van Beatlesnummers. De nieuwe singles Free as a Bird en Real Love, waarvoor audiocassettes van John Lennon als basis dienden, brachten The Beatles opnieuw onder de aandacht van het grote publiek. De Anthology-albums werden in 1996 gevolgd door een documentaire (waarvan een deel als televisiedocumentaire werd uitgebracht) en in 2000 door een boek waarin "het verhaal van The Beatles wordt verteld door The Beatles zelf". In 2003 werd de documentaire op een dvd-box uitgebracht die bestaat uit vijf dvd's. De documentaire is verspreid over vier dvd's. Op de vijfde dvd staan extra's, waaronder een jamsessie van Paul McCartney, George Harrison en Ringo Starr in 1994 en extra interviews in de Abbey Road Studio's.
George Harrison overleed aan kanker op 29 november 2001 in Los Angeles. Zowel McCartney als Starr werkten mee aan een benefietconcert ter nagedachtenis van de gitarist.
In november 2003 werd het album Let it Be opnieuw uitgebracht onder de titel Let it Be.... Naked, aan de hand van de opnames van het oude album Let it Be, een remix en dus dit keer zonder Phil Spectors inbreng (onder andere diverse orkestraties).
Een samenwerking met Cirque du Soleil leidde ertoe dat George Martin samen met zijn zoon Giles Martin het gehele archief aan mastertapes afkomstig van de Abbey Road Studios doorwerkte om een experimentele pro-tools-mix van Beatles-geluiden te creëren. Tegen de bedoelingen in (de geluiden zouden gebruikt worden in de Las Vegas-show Love, die wordt gespeeld in The Mirage) werd dit werk in november 2006 uitgebracht op cd en dvd-audio onder de naam Love. Het album bevat liedjes met daaronder diverse partijen die in andere liedjes gebruikt werden.
Op 16 november 2008 was er sprake van een release van een experimentele Beatles-track. McCartney vertelde tijdens een radio-interview met de BBC dat hij het veertien minuten durende Carnival Of Light uit 1967 uit wilde brengen.
Op 17 januari 2008 maakte het Amerikaanse label Fuego Records bekend te beschikken over live-opnames uit 1962 die niet eerder zijn uitgebracht. De dj had destijds de gespeelde nummers van de beatgroep opgenomen op tapes en ze verstuurd aan het label, dat ze nu graag wilde uitbrengen op cd. De nummers waar het om ging waren onder meer Twist and Shout, I Saw Her Standing There en Money.
Op 13 december 2013 werd bekend dat 59 nooit eerder uitgebrachte opnames uit opnamesessies en radio-uitzendingen zouden verschijnen op het album Bootleg Recordings 1963.
Doordat The Beatles na 1966 nog maar een keer live opgetreden hebben, zijn de solo-optredens de enige manier om live Beatlesnummers te horen. Zo speelde John Lennon Yer Blues en Come Together live. Ook greep hij soms terug naar nummers die de Beatles in hun begintijd coverden zoals Dizzy Miss Lizy, Money en You know I love you. Ook George Harrison, Ringo Starr en Paul McCartney speelden met enige regelmaat Beatles-nummers. Maar het bleven ook in de jaren 70 en 80 artiesten die de nadruk legden op nieuw werk. Sinds de jaren 90 neemt bij Paul McCartney het aandeel Beatlesnummers in zijn live-optredens gestaag toe. Het concert ter gelegenheid van Carpool Karaoke met James Corden bestaat zelfs volledig uit Beatlesnummers.
In 2008 was er sprake van het verschijnen van een nieuwe single, Now and Then. Uit het archief werd er materiaal van een oude Lennon-track gebruikt voor een nieuwe Beatles-track, die Sir Paul McCartney van Lennons weduwe Yoko Ono had gekregen. Het nummer is in 1978 geschreven en ingezongen door Lennon en McCartney en Starr hebben de track afgerond. Op 2 november 2023 werd deze uitgebracht na een bewerking met behulp van kunstmatige intelligentie, wat eerder nog niet mogelijk was. Love Me Do, de eerste single van de band, staat op de B-kant.

### Remastering van originele albums, videogame en iTunes
Alle albums van The Beatles, inclusief Past Masters, Volume One en Past Masters, Volume Two, werden op 9 september 2009 geremasterd uitgebracht op cd. Op die dag werden de albums ook in twee verschillende cd-boxen uitgebracht; zowel een cd-box met de stereoversies van de albums als een cd-box met de albums in mono. In de monobox ontbreken de albums Yellow Submarine, Abbey Road en Let It Be, omdat er van die albums geen monomix gemaakt is. De geremasterde cd's bevatten videomateriaal met daarin onder andere op elke cd een korte documentaire over het tot stand komen van het album. De stereobox bevat ook de extra dvd The Documentaries, waarop door The Beatles zelf wordt uitgelegd hoe hun albums tot stand zijn gekomen. Ook bevat de box replica's van de originele platenhoezen. Begin december 2009 werden de geremasterde albums ook in een beperkte oplage in MP3-formaat uitgebracht op een USB-stick in de vorm van een appel.
Mat Snow, journalist bij Mojo Magazine, was voor het verschijnen van de geremasterde albums uitgenodigd om tien geremasterde tracks van The White Album te komen beluisteren en kwam toen tot de conclusie dat het beter klonk dan hij ooit had kunnen hopen. Ook in Nederland waren de recensies van de nieuwe uitgave positief, waarbij werd genoemd dat de muziek "minder dof", "kraakhelder" en "krachtiger en voller" klonk dan op de oude uitgave.
In oktober 2008 werd bekend dat er een overeenkomst was gesloten met Viacom, waaraan de licentie van de liedjes van The Beatles zijn verkocht. Hierdoor mochten de nummers van The Beatles gebruikt worden in de videogame The Beatles: Rock Band. Op 9 september 2009, dezelfde dag waarop ook de bovengenoemde remasters uit werden gebracht, verscheen er een speciale editie van Rockband waarin de muziek van The Beatles centraal staat. In het spel kunnen fans zich als lid van de popgroep voordoen.
The Beatles behoorden lange tijd tot de weinige artiesten van wie de liedjes niet via iTunes te downloaden waren. Dit kwam mede door het conflict tussen het computerbedrijf Apple Inc. en Apple Records, het label van The Beatles. Sinds dinsdag 16 november 2010 zijn alle albums van de band te downloaden via iTunes. Op 20 november 2010 zijn zeven singles binnengekomen in de Single Top 100.

## Musea en monumenten
Het eerste museum over The Beatles was Cavern Mecca in Liverpool dat tussen 1981 en 1984 heeft bestaan. In 1990 verkreeg de stad van herkomst opnieuw een museum, The Beatles Story genaamd. In 1981 werd het Beatles Museum in Krommenie gestart. Later verhuisde het naar verschillende locaties in Alkmaar waar het nu nog steeds gevestigd is.

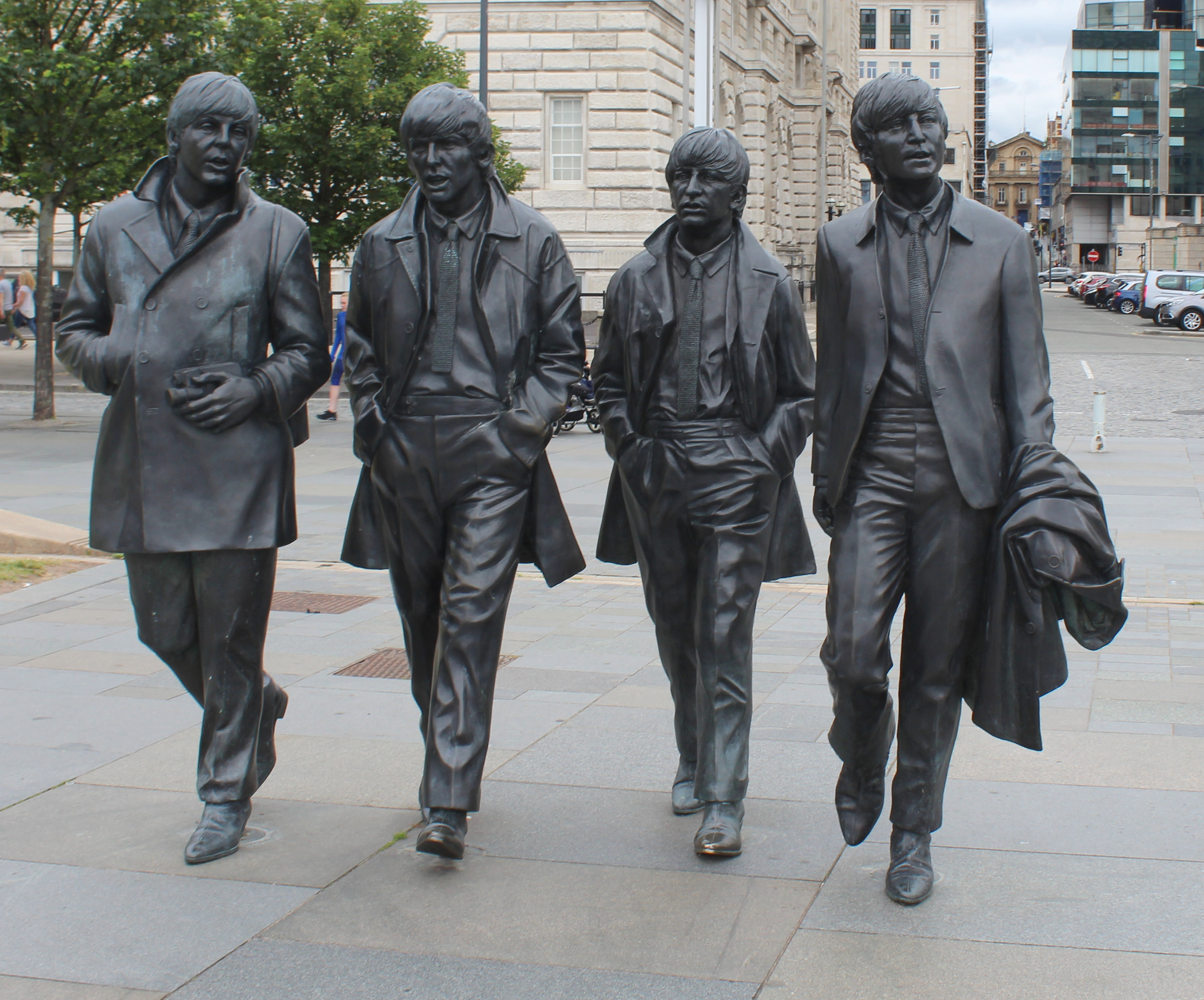
Beatles-standbeelden in Liverpool

In Halle in de Duitse deelstaat Saksen-Anhalt staat sinds 2000 het Beatles Museum. In Hamburg, de stad waar The Beatles in de beginjaren veel hebben gespeeld, was van 2009 tot 2012 Beatlemania Hamburg gevestigd. Andere musea zijn het Egri Road Beatles Múzeum in het Hongaarse Eger en het Museo Beatle in de Argentijnse hoofdstad Buenos Aires.
Over de hele wereld zijn monumenten van The Beatles te zien, waaronder meerdere in Liverpool en verder nog op allerlei andere plaatsen, van Jekaterinenburg in Rusland tot Ulan Bator in Mongolië. Daarnaast zijn er monumenten voor individuele leden, in het bijzonder voor John Lennon. Aan hem is bijvoorbeeld het John Lennon Park in Havanna gewijd en Strawberry Fields in Manhattan. In Nederland bevindt zich een Beatles-monument in Blokker, tegenover de voormalige groenteveiling, waar The Beatles in Nederland op 6 juni 1964 optraden voor een destijds naar Nederlandse maatstaven ongekend groot publiek van 7000 bezoekers (Ringo Starr werd hierbij vervangen door Jimmy Nicol). Ook in Hillegom is sinds 2019 een Beatles monument n.a.v hun optreden van 5 juni 1964 in Hillegom.
In 2007 is in de stad Hamburg in de uitgaanswijk St. Pauli een stalen sculptuur geplaatst, ter herinnering aan de Fab Four. De initiatiefnemer, het radiostation Oldie 95, kreeg de voor het gedenkteken benodigde 460.000 euro door schenkingen bij elkaar en begon in 2007 met de bouw.

## Varia
- The Beatles hebben in Nederland 22 nummer 1-hits gehad – meer dan welke andere artiest of groep ook.[37]
- De groep heeft twee keer in Nederland opgetreden: op 5 juni 1964 een tv-optreden in Treslong in Hillegom voor de VARA, en op 6 juni 1964 twee optredens achter elkaar in de veilinghal in de Noord-Hollandse plaats Blokker.[38][39]
- In de herfst van 1969 deden geruchten de ronde dat McCartney in 1966 bij een auto-ongeluk om het leven zou zijn gekomen. Sindsdien zou een dubbelganger zijn plaats binnen The Beatles hebben ingenomen. Diverse complottheorieën werden gesterkt door vele mogelijke aanwijzingen op hoezen, publicaties en in de muziek. Journalisten reisden speciaal af naar McCartneys boerderij in Schotland om te polsen wat er van waar was.

- Een verfilming van The Lord of the Rings door The Beatles werd door regisseur Stanley Kubrick afgewezen als onverfilmbaar. Paul McCartney zou Frodo Baggins spelen, Ringo Starr de rol van Sam Gamgee, George Harrison de rol van Gandalf en John Lennon die van Gollum.
- Het nummer All You Need Is Love wordt in Nederland en België gebruikt als openingsnummer voor een gelijknamig tv-programma waarin geliefden bij elkaar worden gebracht.

## Discografie

### Studioalbums
- Please Please Me (1963)
- With the Beatles (1963)
- A Hard Day's Night (1964)
- Beatles for Sale (1964)
- Help! (1965)
- Rubber Soul (1965)
- Revolver (1966)
- Sgt. Pepper's Lonely Hearts Club Band (1967)
- Magical Mystery Tour (1967)
- The Beatles ("The White Album") (1968)
- Yellow Submarine (1969)
- Abbey Road (1969)
- Let It Be (1970)

## Films
- A Hard Day's Night (1964)
- Help! (1965)
- The Beatles at Shea Stadium (1966)
- Magical Mystery Tour (1967)
- Yellow Submarine (1968)
- Let It Be (1970)
- The Beatles Anthology (1996)
- The First U.S. Visit (2003)
- Eight Days A Week - The Touring Years (2016)
- The Beatles: Get Back (2021)

## Boeken
- John Lennon, In his Own Write (1964)
- John Lennon, A Spaniard in the Works (1965)
- Jann Wenner, Lennon Remembers (1971)
- George Harrison, I Me Mine (1980)
- Pete Best, Patrick Doncaster, Beatle! The Pete Best Story (1985)
- Barry Miles, Paul McCartney: Many Years from Now (1998)
- The Beatles, Anthology (2000)
- Larry Kane, Ticket to Ride: Inside the Beatles' 1964 Tour that Changed the World (2003)
- Ringo Starr, Postcards from the boys (2004)
- Ringo Starr, Photograph (2015)
- Ringo Starr, Another Day In The Life: My Life in Photos & Music (2019)
- The Beatles, The Beatles: Get Back (2021)
- Paul McCartney, The Lyrics: 1956 to the Present (2021)
- Paul McCartney, 1964: Eyes of the Storm (2023)

## Grammy Awards
- 1965: Best New Artist
- 1965: Best Performance by a Vocal Group (A Hard Day's Night)
- 1967: Song of the Year (Michelle) - uitgereikt aan songwritersduo Lennon-McCartney
- 1968: Best Contemporary Album (Sgt. Pepper's Lonely Hearts Club Band)
- 1968: Album of the Year (Sgt. Pepper's Lonely Hearts Club Band)
- 1971: Best Original Score Written for a Motion Picture (Let It Be)
- 1997: Best Music Video, Long Form (The Beatles Anthology)
- 1997: Best Music Video, Short Form (Free as a Bird)
- 1997: Best Pop Performance by a Duo or Group with Vocal (Free as a Bird)
- 2014: Lifetime Achievement Award (Honorary Grammy Award)
- 2024: Best Music Video, Short Form (I´m only sleeping)
- 2025: Beste rockoptreden voor Now and Then

## De Nederlandse Top 40
The Beatles hebben in totaal met 34 nummers in de Nederlandse Top 40 gestaan, waarvan twee nummers (Hey Jude en Yesterday) later in 1976 voor een tweede keer terug kwamen. In totaal bereikten 16 nummers de nummer 1-positie.
| Titel                                  | jaar | Hoogste positie | Aant. weken |
| -------------------------------------- | ---- | --------------- | ----------- |
| I Feel Fine                            | 1965 | 1               | 16          |
| If I Fell                              | 1965 | 21              | 3           |
| I Should Have Known Better             | 1965 | 40              | 1           |
| Eight Days a Week / Baby's in Black    | 1965 | 2               | 17          |
| No Reply / Rock and Rollmusic          | 1965 | 1               | 20          |
| Ticket To Ride                         | 1965 | 1               | 18          |
| Help!                                  | 1965 | 1               | 24          |
| Yesterday                              | 1965 | 1               | 19          |
| We Can Work it Out / Day Tripper       | 1965 | 1               | 14          |
| Michelle                               | 1966 | 1               | 16          |
| Bad Boy [EP]                           | 1966 | 32              | 5           |
| Paperback-Writer                       | 1966 | 1               | 9           |
| Yellow Submarine / Eleanor Rigby       | 1966 | 1               | 14          |
| Strawberry Fields Forever / Penny Lane | 1967 | 1               | 13          |
| All You Need is Love                   | 1967 | 1               | 13          |
| Hello, Goodbye                         | 1967 | 1               | 13          |
| Magical Mystery Tour                   | 1967 | 3               | 11          |
| Lady Madonna                           | 1968 | 3               | 9           |
| Hey Jude                               | 1968 | 1               | 14          |
| Ob-La-Di, Ob-La-Da                     | 1969 | 5               | 9           |
| Get Back                               | 1969 | 1               | 10          |
| The Ballad of John and Yoko            | 1969 | 1               | 10          |
| Come Together                          | 1969 | 4               | 7           |
| Let It Be                              | 1970 | 1               | 9           |
| The Long and Winding Road              | 1970 | 9               | 5           |
| All Together Now                       | 1972 | 19              | 6           |
| Hey Jude                               | 1976 | 20              | 7           |
| Yesterday                              | 1976 | 25              | 4           |
| The Beatles' Movie Medley              | 1982 | 35              | 3           |
| Free As A Bird                         | 1995 | 10              | 5           |
| Real Love                              | 1995 | 20              | 3           |
| Now And Then                           | 2023 | 34              | 2           |

## NPO Radio 2 Top 2000
The Beatles hebben in totaal met 60 nummers in de Top 2000 gestaan.
| Nummers met noteringen in de NPO Radio 2 Top 2000 | '99  | '00  | '01  | '02  | '03  | '04  | '05  | '06  | '07  | '08  | '09  | '10  | '11  | '12  | '13  | '14  | '15  | '16  | '17  | '18  | '19  | '20  | '21  | '22  | '23  | '24  |
| ------------------------------------------------- | ---- | ---- | ---- | ---- | ---- | ---- | ---- | ---- | ---- | ---- | ---- | ---- | ---- | ---- | ---- | ---- | ---- | ---- | ---- | ---- | ---- | ---- | ---- | ---- | ---- | ---- |
| A Day in the Life                                 | 83   | 66   | 87   | 98   | 122  | 127  | 107  | 76   | 49   | 75   | 71   | 75   | 78   | 82   | 126  | 148  | 167  | 241  | 165  | 247  | 330  | 319  | 378  | 382  | 402  | 378  |
| A Hard Day's Night                                | 502  | 875  | 965  | 1028 | 931  | 824  | 893  | 890  | 857  | 848  | 936  | 922  | 941  | 648  | 1161 | 1524 | 1626 | 1368 | 1593 | 1553 | 1506 | 1753 | 1759 | 1994 | -    | -    |
| Across the Universe                               | 945  | -    | 1283 | -    | 933  | 1183 | 1139 | 1004 | 769  | 998  | 925  | 1178 | 1128 | 951  | 1164 | 1705 | 1680 | -    | 1756 | 1832 | -    | -    | -    | -    | -    | -    |
| All My Loving                                     | 1025 | 1362 | 1077 | 1689 | 1124 | 1098 | 1348 | 1208 | 1126 | 1184 | 1368 | 1490 | 1388 | 1043 | 1493 | 1792 | -    | -    | -    | -    | -    | -    | -    | -    | -    | -    |
| All You Need Is Love                              | 213  | 332  | 492  | 608  | 545  | 377  | 249  | 476  | 379  | 392  | 560  | 596  | 688  | -    | 1459 | 1159 | 698  | 822  | 1205 | 1153 | 1154 | 1301 | 1296 | 1458 | 1345 | 1585 |
| And I Love Her                                    | -    | 1160 | 1144 | 1283 | 860  | 1163 | 1098 | 991  | 831  | 959  | 1199 | 1142 | 1118 | 1162 | 1424 | 1921 | 1716 | 1967 | -    | -    | -    | -    | -    | -    | -    | -    |
| Baby's in Black                                   | -    | -    | 1738 | 1339 | 1526 | 1461 | 1407 | 1428 | 1459 | 1457 | -    | 1765 | -    | 1797 | -    | -    | -    | -    | -    | -    | -    | -    | -    | -    | -    | -    |
| Back in the U.S.S.R.                              | -    | 876  | 1183 | 958  | 898  | 735  | 869  | 1068 | 931  | 902  | 974  | 907  | 1005 | 1084 | 1643 | 1992 | -    | -    | -    | 1833 | 1731 | -    | -    | -    | -    | -    |
| Blackbird                                         | 413  | 523  | 368  | 330  | 251  | 239  | 460  | 142  | 122  | 164  | 132  | 86   | 90   | 67   | 92   | 108  | 108  | 96   | 121  | 102  | 104  | 110  | 101  | 117  | 126  | 87   |
| Can't Buy Me Love                                 | 801  | 1016 | 1348 | 1304 | 1146 | 1184 | 1237 | 1204 | 1315 | 1216 | 1317 | 1525 | 1420 | 1340 | 1808 | -    | 1933 | 1971 | -    | -    | -    | -    | -    | -    | -    | -    |
| Come Together                                     | -    | -    | -    | -    | -    | -    | -    | -    | -    | -    | -    | -    | -    | -    | 1156 | 614  | 520  | 696  | 638  | 569  | 441  | 526  | 566  | 704  | 715  | 583  |
| Day Tripper                                       | -    | 1427 | 1673 | 1780 | 1558 | 1459 | 1556 | 1479 | 1405 | 1474 | 1444 | 1680 | 1399 | 1464 | 1740 | -    | -    | -    | -    | -    | -    | -    | -    | -    | -    | -    |
| Don't Let Me Down                                 | -    | -    | -    | -    | -    | -    | -    | -    | -    | -    | -    | -    | -    | -    | -    | -    | -    | -    | 1987 | -    | 1931 | 1950 | 1517 | 1783 | 1888 | -    |
| Eight Days a Week                                 | 1193 | 854  | 1341 | 1168 | 1256 | 1260 | 1234 | 1142 | 920  | 1098 | 1180 | 1320 | 1166 | 1231 | 1553 | -    | 1877 | 1768 | 1895 | 1913 | 1895 | -    | -    | -    | -    | -    |
| Eleanor Rigby                                     | 236  | 323  | 420  | 372  | 377  | 338  | 411  | 327  | 292  | 328  | 273  | 320  | 303  | 321  | 308  | 400  | 396  | 419  | 411  | 566  | 454  | 492  | 429  | 401  | 441  | 229  |
| For No One                                        | -    | -    | -    | -    | -    | -    | 1161 | 698  | 596  | 1052 | 789  | 875  | 932  | 988  | 871  | 1283 | 1193 | 1501 | 1493 | 1834 | 1794 | -    | -    | -    | -    | 1983 |
| Get Back                                          | 395  | 381  | 353  | 272  | 286  | 411  | 420  | 351  | 312  | 339  | 352  | 365  | 461  | 450  | 648  | 700  | 635  | 816  | 1026 | 1158 | 1111 | 1107 | 638  | 954  | 982  | 917  |
| Girl                                              | -    | 1319 | 1233 | 1183 | 1057 | 1108 | 974  | 1006 | 855  | 976  | 1154 | 1145 | 1273 | 1289 | 1475 | 1944 | 1922 | -    | -    | -    | -    | -    | -    | -    | -    | -    |
| Hello, Goodbye                                    | 1528 | 1169 | 1357 | 1422 | 1317 | 1194 | 1359 | 1183 | 996  | 1169 | 1031 | 944  | 1031 | 1415 | 1613 | -    | -    | -    | -    | 1982 | -    | -    | -    | -    | -    | -    |
| Help!                                             | 228  | 290  | 391  | 550  | 389  | 420  | 516  | 467  | 475  | 443  | 472  | 516  | 623  | 466  | 653  | 919  | 782  | 1042 | 994  | 931  | 840  | 871  | 996  | 1061 | 1206 | 1544 |
| Here Comes the Sun                                | 477  | 383  | 523  | 258  | 275  | 242  | 251  | 185  | 161  | 195  | 154  | 100  | 105  | 143  | 104  | 121  | 107  | 104  | 105  | 103  | 77   | 83   | 82   | 93   | 91   | 66   |
| Here, There and Everywhere                        | 726  | 1028 | 685  | 1007 | 709  | 681  | 810  | 807  | 726  | 733  | 866  | 755  | 1026 | 1309 | 1060 | 1365 | 1462 | 1874 | 1807 | 1901 | -    | -    | -    | -    | -    | 1883 |
| Hey Jude                                          | 11   | 6    | 9    | 15   | 18   | 18   | 14   | 22   | 18   | 16   | 23   | 24   | 24   | 33   | 45   | 58   | 48   | 39   | 61   | 70   | 72   | 92   | 106  | 130  | 136  | 134  |
| I Am the Walrus                                   | 423  | 365  | 763  | 579  | 602  | 644  | 634  | 641  | 541  | 592  | 455  | 530  | 601  | 503  | 594  | 718  | 624  | 872  | 993  | 1131 | 1321 | 1535 | 1553 | 1485 | 1597 | 1821 |
| I Feel Fine                                       | 1239 | 917  | 1292 | 1682 | 1327 | 1700 | 1669 | 1622 | 1578 | 1568 | 1701 | 1931 | 1853 | -    | -    | -    | -    | -    | -    | -    | -    | -    | -    | -    | -    | -    |
| I Saw Her Standing There                          | -    | 986  | 1196 | 1122 | 828  | 1072 | 1057 | 1076 | 1131 | 1058 | 1050 | 1029 | 1197 | 1198 | 1292 | 1490 | 1449 | 1754 | 1785 | 1840 | 1866 | -    | -    | -    | -    | -    |
| I Should Have Known Better                        | 834  | 1716 | 1764 | 1871 | 1676 | 1915 | 2000 | 1879 | -    | 1941 | -    | -    | -    | -    | -    | -    | -    | -    | -    | -    | -    | -    | -    | -    | -    | -    |
| I Want to Hold Your Hand                          | 964  | 1328 | 1702 | 1734 | 1426 | 1368 | 1445 | 1973 | 1252 | 1492 | 1659 | 1608 | 1522 | 1708 | 1397 | 1909 | 1943 | 1969 | 1703 | 1651 | 1562 | 1680 | 1998 | 1935 | -    | -    |
| If I Fell                                         | -    | 1611 | 883  | 1272 | 1200 | 1425 | 1460 | 1271 | 1180 | 1255 | 1284 | 1443 | 1563 | 1936 | 1909 | -    | -    | -    | -    | -    | -    | -    | -    | -    | -    | -    |
| In My Life                                        | -    | 415  | 459  | 596  | 514  | 631  | 589  | 584  | 539  | 562  | 619  | 700  | 837  | 759  | 825  | 969  | 728  | 997  | 1040 | 1442 | 1356 | 1436 | 1495 | 1367 | 1274 | 1178 |
| Lady Madonna                                      | 851  | 926  | 598  | 1050 | 851  | 1171 | 1032 | 844  | 1000 | 928  | 879  | 887  | 1042 | 1219 | 1138 | 1659 | 1506 | 1953 | 1882 | 1867 | 1987 | -    | -    | -    | -    | -    |
| Let It Be                                         | 27   | 37   | 40   | 47   | 23   | 41   | 55   | 58   | 57   | 49   | 54   | 46   | 56   | 52   | 39   | 50   | 51   | 68   | 79   | 53   | 53   | 50   | 59   | 85   | 86   | 136  |
| Long Tall Sally                                   | -    | 1785 | -    | -    | -    | -    | -    | -    | -    | -    | -    | -    | -    | -    | -    | -    | -    | -    | -    | -    | -    | -    | -    | -    | -    | -    |
| Love Me Do                                        | -    | 1387 | 1600 | 1238 | 1399 | 1357 | 1467 | 1606 | 1331 | 1424 | 1572 | 1596 | 1773 | 1306 | 1401 | 1936 | 1809 | 1684 | -    | -    | -    | -    | -    | -    | -    | -    |
| Lucy in the Sky with Diamonds                     | 626  | -    | 858  | 1015 | 975  | 1010 | 918  | 748  | 723  | 804  | 590  | 702  | 695  | 893  | 702  | 953  | 1053 | 920  | 844  | 818  | 969  | 1092 | 1186 | 1309 | 1415 | 1834 |
| Magical Mystery Tour                              | -    | 1219 | 1368 | 1258 | 1723 | 1713 | 1872 | 1726 | 1786 | 1691 | 1694 | 1670 | 1820 | 1977 | 1882 | -    | -    | -    | -    | -    | -    | -    | -    | -    | -    | -    |
| Michelle                                          | 287  | 329  | 345  | 388  | 356  | 376  | 325  | 321  | 279  | 312  | 349  | 367  | 501  | 595  | 660  | 703  | 893  | 788  | 890  | 1130 | 1114 | 1136 | 1188 | 1410 | 1267 | 1320 |
| No Reply                                          | -    | 1280 | 1318 | 151  | 1383 | 1515 | 1616 | 1556 | 1473 | 1271 | 1919 | 1972 | -    | -    | -    | -    | -    | -    | -    | -    | -    | -    | -    | -    | -    | -    |
| Norwegian Wood                                    | 442  | 255  | 402  | 288  | 328  | 328  | 340  | 303  | 261  | 283  | 260  | 306  | 286  | 499  | 430  | 445  | 469  | 603  | 652  | 884  | 838  | 863  | 900  | 904  | 867  | 905  |
| Now and Then                                      | ×    | ×    | ×    | ×    | ×    | ×    | ×    | ×    | ×    | ×    | ×    | ×    | ×    | ×    | ×    | ×    | ×    | ×    | ×    | ×    | ×    | ×    | ×    | ×    | 667  | 1076 |
| Ob-La-Di, Ob-La-Da                                | 1191 | -    | 1288 | 1514 | 1541 | 1510 | 1327 | 1649 | 1713 | 1574 | 1544 | 1513 | 1617 | 1537 | 1622 | -    | -    | -    | -    | -    | -    | -    | 1848 | 1956 | -    | 1839 |
| Paperback Writer                                  | 1211 | 1517 | 1790 | 1671 | 1684 | 1383 | 1450 | 1529 | 1664 | 1548 | 1431 | 1655 | 1722 | 1771 | 1686 | 1962 | 1811 | -    | -    | -    | -    | -    | -    | -    | -    | -    |
| Penny Lane                                        | 266  | 366  | 284  | 322  | 502  | 447  | 510  | 438  | 429  | 424  | 324  | 406  | 443  | 462  | 441  | 529  | 432  | 410  | 506  | 388  | 377  | 436  | 495  | 563  | 480  | 763  |
| Please Please Me                                  | 1319 | -    | 1920 | 1609 | -    | 1832 | -    | -    | 1989 | -    | -    | -    | -    | -    | -    | -    | -    | -    | -    | -    | -    | -    | -    | -    | -    | -    |
| Rock and Roll Music                               | -    | -    | -    | 1474 | 1586 | 1666 | 1738 | 1834 | 1716 | 1720 | -    | -    | -    | -    | -    | -    | -    | -    | -    | -    | -    | -    | -    | -    | -    | -    |
| Sgt. Pepper's Lonely Hearts Club Band             | 252  | 367  | 485  | 370  | 446  | 443  | 302  | 335  | 221  | 305  | 369  | 389  | 456  | 514  | 643  | 777  | 1218 | 1769 | 1241 | 809  | 957  | 1022 | 1068 | 1196 | 1119 | 1872 |
| She Loves You                                     | 527  | 1145 | 1489 | 1431 | 1231 | 1114 | 1526 | 1369 | 1328 | 1323 | 1474 | 1757 | 1964 | 1530 | 1586 | -    | -    | -    | -    | -    | -    | -    | -    | -    | -    | -    |
| She's Leaving Home                                | 481  | -    | 506  | 511  | 578  | 668  | 650  | 522  | 470  | 549  | 602  | 660  | 862  | 1094 | 935  | 1014 | 1136 | 1457 | 1136 | 1569 | 1507 | 1470 | 1623 | 1684 | 1766 | 1697 |
| Something                                         | 655  | 803  | 732  | 621  | 451  | 627  | 320  | 417  | 451  | 430  | 510  | 487  | 512  | 603  | 446  | 519  | 555  | 781  | 788  | 962  | 596  | 672  | 689  | 745  | 695  | 748  |
| Strawberry Fields Forever                         | 97   | 131  | 180  | 214  | 207  | 259  | 261  | 187  | 183  | 189  | 204  | 247  | 271  | 308  | 301  | 395  | 322  | 387  | 505  | 587  | 548  | 558  | 626  | 652  | 612  | 735  |
| The Ballad of John and Yoko                       | 1292 | 899  | 1192 | 1257 | 1352 | 1501 | 1758 | 1678 | 1941 | 1623 | 1665 | 1778 | 1892 | 1631 | -    | -    | -    | -    | -    | -    | -    | -    | -    | -    | -    | -    |
| The Fool on the Hill                              | 168  | 190  | 294  | 137  | 199  | 209  | 196  | 203  | 189  | 183  | 256  | 221  | 291  | 389  | 510  | 487  | 550  | 798  | 715  | 730  | 857  | 890  | 1002 | 1096 | 1028 | 1340 |
| The Long and Winding Road                         | 341  | 358  | 256  | 220  | 195  | 298  | 284  | 298  | 252  | 252  | 341  | 296  | 393  | 398  | 393  | 453  | 429  | 598  | 727  | 833  | 704  | 805  | 698  | 716  | 717  | 870  |
| Ticket to Ride                                    | 1114 | 1011 | 1534 | 1576 | 1746 | 1621 | 1795 | 1719 | 1579 | 1640 | 1773 | -    | -    | -    | 1853 | -    | -    | -    | -    | -    | -    | -    | -    | -    | -    | -    |
| Twist and shout                                   | -    | 941  | 1279 | 1204 | 1285 | 1310 | 1377 | 1358 | 1259 | 1304 | 1069 | 1117 | 1124 | 1124 | 874  | 1297 | 1333 | 1285 | 1665 | 1478 | 1433 | 1682 | 1780 | 1932 | -    | -    |
| We Can Work It Out                                | 738  | 1044 | 724  | 843  | 941  | 992  | 1201 | 1069 | 930  | 985  | 1078 | 1240 | 1380 | 1261 | 1408 | 1567 | 1268 | 1564 | 1740 | 1736 | 1868 | -    | -    | -    | -    | -    |
| When I'm Sixty-Four                               | 680  | 934  | 1194 | 705  | 802  | 739  | 835  | 695  | 669  | 701  | 684  | 796  | 910  | 880  | 863  | 954  | 1391 | 1542 | 1771 | 1340 | 1248 | 1390 | 1469 | 1615 | 1614 | 1989 |
| While My Guitar Gently Weeps                      | 312  | 310  | 375  | 190  | 228  | 282  | 240  | 191  | 167  | 204  | 166  | 164  | 168  | 257  | 168  | 176  | 203  | 218  | 225  | 169  | 192  | 246  | 247  | 259  | 220  | 272  |
| Yellow Submarine                                  | 774  | 837  | 1468 | 971  | 1397 | 1051 | 1177 | 1185 | 1202 | 1160 | 1118 | 1129 | 1105 | 1449 | 1166 | 1552 | 1502 | 1502 | 1897 | 1339 | 1518 | 1490 | 1768 | 1600 | 1670 | -    |
| Yesterday                                         | 6    | 8    | 24   | 30   | 34   | 37   | 46   | 39   | 32   | 28   | 44   | 33   | 50   | 85   | 76   | 89   | 96   | 97   | 87   | 122  | 94   | 104  | 120  | 135  | 158  | 131  |

1. ↑  Een '-' betekent dat het nummer niet was genoteerd, een '×' betekent dat het nummer nog niet was uitgebracht en een vetgedrukt getal geeft de hoogste notering van een nummer aan.